# Vincenzo Panico
Vincenzo Panico (Marigliano, 16 giugno 1953) è un prefetto italiano, commissario straordinario di Reggio Calabria dal 9 ottobre 2012 fino a luglio 2013.

## Biografia
Nato a Marigliano (NA) il 16 giugno 1953 e laureatosi in Giurisprudenza presso l'Università Federico II di Napoli, Panico è abilitato all'insegnamento in discipline giuridiche ed economiche.
Dopo due esperienze con funzioni direttive in enti locali, dal novembre 1982 è entrato in carriera nell'Amministrazione civile del Ministero dell'Interno.
Dopo aver ricoperto varie cariche di viceprefetto e prefetto (è stato prefetto di Crotone dal 2009 al 2012), il 9 ottobre 2012 viene nominato, su proposta del Ministro dell'Interno, presidente della commissione straordinaria del comune  di Reggio Calabria, a seguito dello scioglimento per contiguità mafiose dove si occupa, tra l'altro, dell'emergenza rifiuti urbani.
Nel luglio 2013 viene nominato Capo della Segreteria del Dipartimento della pubblica sicurezza a Roma e cessa, quindi, dal ruolo presso la commissione straordinaria del comune di Reggio Calabria. Al suo posto, il 14 ottobre 2013 viene nominato coordinatore della commissione il prefetto Gaetano Chiusolo.
Dal maggio 2016 viene nominato commissario per il coordinamento delle iniziative di solidarietà per le vittime dei reati di tipo mafioso e successivamente anche dei reati intenzionali violenti, ricoprendo l'incarico sino al giugno 2018.